# Ој, Мораво (ТВ филм)
„Ој, Мораво” је југословенски ТВ филм из 1984. године. Режирао га је Каменко Калуђерчић а сценарио је написао Радош Бајић.

## Улоге
| Глумац                | Улога    |
| --------------------- | -------- |
| Радош Бајић           | Наратор  |
| Ненад Ћирић           |          |
| Бора Дугић            | Фрулаш   |
| Предраг цуне Гојковић | Певач    |
| Мирослав Илић         | Певач    |
| Раде Јоровић          | Певач    |
| Драгољуб Лазаревић    | Певач    |
| Лепа Лукић            | Певачица |
| Јован Милићевић       |          |

Остале улоге ▼
| Глумац                | Улога     |
| --------------------- | --------- |
| Павле Стефановић      | Певач     |
| Гордана Стојићевић    | Певачица  |
| Гордана Сувак         |           |
| Добривоје Топаловић   | Певач     |
| Радиша Урошевић       | Певач     |
| Милутин Тине Живковић | Хармоника |
| Радојка Живковић      | Хармоника |